# Elkanah Settle
Elkanah Settle (1 stycznia 1648 – 12 lutego 1724) – angielski poeta i dramatopisarz.
Urodził się w Dunstable, wstąpił do Trinity College (college'u Świętej Trójcy) Uniwersytetu Oksfordzkiego w 1666, lecz opuścił go przed uzyskaniem stopnia naukowego. Jego pierwsza tragedia, Cambyses, King of Persia (Kambyses, król Persji), została wystawiona na Lincoln's Inn Fields w 1667. Sukces tej sztuki zachęcił lorda Rochester do wprowadzenia młodego pisarza w towarzystwo, jako rywala Johna Drydena. Dzięki wpływom lorda Rochester, sztukę Empress of Morocco (Cesarzowa Maroka) z 1671 dwukrotnie wystawiono w Whitehall, z wielkim sukcesem. Była to "pierwsza sztuka teatralna, która była kiedykolwiek sprzedawana w Anglii za dwa szylingi i pierwsza kiedykolwiek drukowana z ilustracjami w postaci scen z przedstawienia." Ilustracje te czynią wydanie szczególnie wartościowym. Wydrukowane było z przedmową do Lorda Norwich, w którym Settle opisał z pogardą wylewne dedykacje innych poetów dramatycznych. Celem był Dryden. Ten ostatni, we współpracy z Johnem Crowne i Thomasem Shadwellem, wydał obelżywą broszurę Notes and Observations on the Empress of Morocco (Notatki i obserwacje na temat Cesarzowej Maroka), 1674, na którą Settle odpowiedział w Some Notes and Observations on the Empress of Morocco revised (Zrewidowanych kilku notatkach i obserwacjach na temat Cesarzowej Maroka), z tego samego roku. W drugiej części utworu Drydena Absalom i Achitophel, Settle przedstawiony jest jako "Doeg".
Zaniedbywany przez dwór Settle wziął aktywny udział w ruchu antypapieskim. Po jego upadku pomógł w wystąpieniu Titusa Oatsa, a wraz z rewolucją 1688 skierował się na stronę wigów. Utraciwszy zaufanie polityków, zajął się wyłącznie poezją, otrzymując w 1691 r. posadę miejskiego poety w Londynie. Na starość otrzymał rolę teatralną w sztuce Bena Jonsona Bartolomew Fair, grając podobno smoka w zielonym skórzanym stroju własnego projektu. Zmarł w klasztorze kartuzów, do którego pod koniec życia wstąpił.
Liczne utwory Settle'a to, obok licznych broszur politycznych, dramaty i okazjonalnie pisane wiersze.